# Đông Hà, Đức Linh
Đông Hà là một xã thuộc huyện Đức Linh, tỉnh Bình Thuận, Việt Nam.

## Địa lý
Xã Đông Hà nằm về phía tây nam huyện Đức Linh, cách trung tâm huyện lỵ 25 km, cách thành phố Phan Thiết 102 km, cách Quốc lộ 1 12 km, có vị trí địa lý:
- Phía đông giáp huyện Tánh Linh
- Phía tây và phía nam giáp tỉnh Đồng Nai
- Phía bắc giáp xã Trà Tân.

Xã Đông Hà có diện tích 36,17 km², dân số năm 2010 là 7.770 người, mật độ dân số đạt 215 người/km².

## Hành chính
Xã Đông Hà được chia thành 4 thôn: 2A, 2B, Đông Tân, Nam Hà.

## Lịch sử
Ngày 18 tháng 11 năm 2003, Chính phủ ban hành Nghị định 139/2003/NĐ-CP về việc thành lập xã Đông Hà trên cơ sở 3.620 ha diện tích tự nhiên và 7.994 nhân khẩu của xã Trà Tân.

## Xã hội

### Giáo dục
- Mầm non: Trường mẫu giáo Hoa Sen

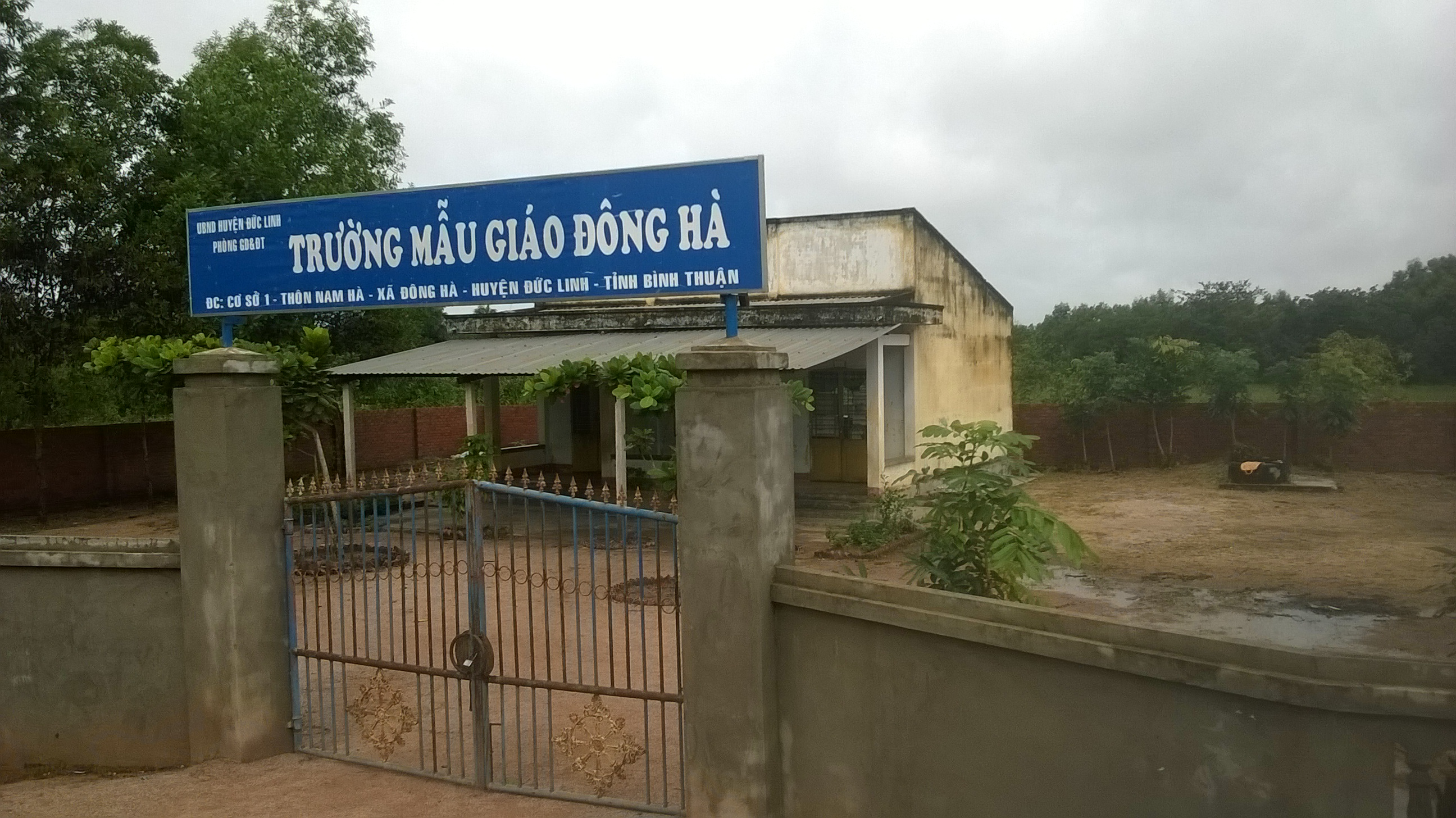
Trường mẫu giáo Đông Hà cơ sở 1 thuộc thôn Nam Hà

- Tiểu học: Trường tiểu học Nguyễn Đình Chiểu
- Trung học cơ sở: TH và THCS Nguyễn Văn Trỗi